# 厄斯特松德足球俱乐部
厄斯特松德足球俱乐部（Östersunds Fotbollsklubb），是瑞典厄斯特松德市的一个足球俱乐部。该俱乐部成立于1996年10月31日，目前参加瑞典第2级别联赛—瑞典足球超甲级联赛。